# Pont de Florenceville
Le pont de Florenceville est un pont couvert en bois sur le Fleuve Saint-Jean à Florenceville-Bristol dans le Nouveau-Brunswick.
Construit en 1911, il a une longueur de 46,9 m.

## Histoire
Le pont de Florenceville a été construit en 1911, sur le site d'un autre pont couvert construit en 1885 qui avait été détruit par un incendie. En 1932, un incendie détruit les travées ouest du pont. 
Il est reconnu lieu historique local par la ville de Florenceville-Bristol le 31 mars 2009.